# Гургенидзе, Реваз Владимирович
Реваз Владимирович Гургенидзе (род. 9 июля 1986, Тбилиси) – российский спортсмен-акробат.   11-кратный чемпион мира и Европы, победитель Всемирных игр  в Дуйсбурге (2005),  Двадцатикратный чемпион страны. Заслуженный мастер спорта России  и  заслуженный тренер России.
Отец – заслуженный тренер СССР Владимир Гургенидзе.
Выступал в дуэте с  Анной Качаловой,   Татьяной Окуловой и Марией Черновой. На Всемирных играх по неолимпийским видам спорта
2013 года в Кали занял 4-е место в соревнованиях смешанных пар с Черновой, уступив третьей строчке лишь 0,5 балла.
Артист  Cirque du Soleil  в шоу Varekai  (2008 – 2009) Тренер по спортивной акробатике среди юниоров и взрослых. Судья Международной категории
Живёт в городе Одинцово (Московская область). Основатель школы спортивной акробатики, которой руководит вместе с женой Алиной Юшко, двукратной чемпионкой мира.